# Fussball-Club Rot-Weiß Erfurt 2013-2014
Questa voce raccoglie le informazioni riguardanti il Fussball-Club Rot-Weiß Erfurt nelle competizioni ufficiali della stagione 2013-2014.

## Stagione
Nella stagione 2013-2014 il Rot Weiss Erfurt, allenato da Walter Kogler, concluse il campionato di 3. Liga al 10º posto.

## Rosa
| N. |                        | Ruolo | Calciatore              |
| -- | ---------------------- | ----- | ----------------------- |
| 2  | Germania (bandiera)    | D     | Sydney Bazonzila        |
| 3  | Germania (bandiera)    | D     | Johannes Bergmann       |
| 4  | Germania (bandiera)    | D     | Saheed Mustapha         |
| 5  | Germania (bandiera)    | D     | Stefan Kleineheismann   |
| 6  | Germania (bandiera)    | D     | André Laurito           |
| 7  | Germania (bandiera)    | D     | Niklas Kreuzer          |
| 9  | Paesi Bassi (bandiera) | A     | Mijo Tunjić             |
| 13 | Germania (bandiera)    | C     | Mario Fillinger         |
| 14 | Germania (bandiera)    | C     | Kevin Möhwald           |
| 16 | Francia (bandiera)     | P     | Jean-François Kornetzky |
| 17 | Croazia (bandiera)     | D     | Luka Odak               |
| 18 | Germania (bandiera)    | A     | Simon Brandstetter      |
| 19 | Germania (bandiera)    | A     | Otis Breustedt          |
| 20 | Germania (bandiera)    | A     | Jonas Nietfeld          |
| 21 | Germania (bandiera)    | D     | Jens Möckel             |
| 22 | Germania (bandiera)    | C     | Nils Pfingsten-Reddig   |
| 23 | Germania (bandiera)    | C     | Marco Engelhardt        |

| N. |                                 | Ruolo | Calciatore         |
| -- | ------------------------------- | ----- | ------------------ |
| 24 | Vietnam (bandiera)              | A     | Mạnh Văn Phạm      |
| 25 | Germania (bandiera)             | P     | Philipp Klewin     |
| 26 | Bosnia ed Erzegovina (bandiera) | C     | Amer Kadrić        |
| 27 | Germania (bandiera)             | C     | Leon Packheiser    |
| 27 | Germania (bandiera)             | A     | Carsten Kammlott   |
| 29 | Germania (bandiera)             | A     | Andreas Wiegel     |
| 31 | Germania (bandiera)             | P     | Paul Büchel        |
| 32 | Germania (bandiera)             | C     | Philipp Serrek     |
| 33 | Germania (bandiera)             | D     | Rafael Czichos     |
| 34 | Germania (bandiera)             | C     | Marius Strangl     |
| 35 | Germania (bandiera)             | D     | Til Schwarz        |
| 35 | Germania (bandiera)             | D     | Eric Stelzer       |
| 36 | Germania (bandiera)             | C     | Patrick Göbel      |
| 37 | Austria (bandiera)              | C     | Christopher Drazan |
| 39 | Germania (bandiera)             | C     | Maik Baumgarten    |
| 39 | Germania (bandiera)             | A     | Hans Oeftger       |
| 40 | Germania (bandiera)             | C     | Thure Ilgner       |

## Organigramma societario
Area tecnica
- Allenatore: Walter Kogler
- Allenatore in seconda: Norman Loose
- Preparatore dei portieri: René Twardzik
- Preparatori atletici:

## Calciomercato

### Sessione estiva
| Acquisti | Acquisti                | Acquisti            | Acquisti |
| R.       | Nome                    | da                  | Modalità |
| -------- | ----------------------- | ------------------- | -------- |
| A        | Andreas Wiegel          | Erzgebirge Aue      |          |
| D        | Niklas Kreuzer          | Basilea II          |          |
| D        | Sydney Bazonzila        | Rot-Weiß Erfurt U19 |          |
| D        | Johannes Bergmann       | Rot-Weiß Erfurt U19 |          |
| A        | Simon Brandstetter      | Karlsruhe           |          |
| C        | Okan Derici             | Galatasaray II      |          |
| D        | Stefan Kleineheismann   | Kickers Offenbach   |          |
| P        | Jean-François Kornetzky | Schiltigheim        |          |
| D        | André Laurito           | Jahn Ratisbona      |          |
| D        | Luka Odak               | Unterhaching        |          |
| C        | Leon Packheiser         | Amburgo U19         |          |

| Cessioni | Cessioni         | Cessioni                     | Cessioni |
| R.       | Nome             | a                            | Modalità |
| -------- | ---------------- | ---------------------------- | -------- |
| C        | Felix Robrecht   | Siegen                       |          |
| D        | Niklas Wittmann  | Roland Beckum                |          |
| A        | Tobias Ahrens    | Alemannia Aquisgrana         |          |
| A        | Dominick Drexler | Greuther Fürth               |          |
| A        | Smail Morabit    | Bochum                       |          |
| C        | Niklas Odenwald  | SG Barockstadt Fulda-Lehnerz |          |
| D        | Phil Ofosu-Ayeh  | Duisburg                     |          |
| D        | Joan Oumari      | FSV Francoforte              |          |
| P        | Manuel Salz      | Grunbach                     |          |
| P        | Andreas Sponsel  | Bayreuth                     |          |
| D        | Thomas Ströhl    | Goslarer                     |          |

### Sessione invernale
| Acquisti | Acquisti           | Acquisti       | Acquisti |
| R.       | Nome               | da             | Modalità |
| -------- | ------------------ | -------------- | -------- |
| C        | Christopher Drazan | Kaiserslautern |          |
| A        | Carsten Kammlott   | RB Lipsia      |          |

| Cessioni | Cessioni         | Cessioni      | Cessioni |
| R.       | Nome             | a             | Modalità |
| -------- | ---------------- | ------------- | -------- |
| C        | Okan Derici      | Konyaspor     |          |
| A        | Aykut Öztürk     | Sivasspor     |          |
| A        | Sebastian Stolze | Wolfsburg U19 |          |

## Risultati

### 3. Liga

#### Girone di andata
| Arbitro: | Brand |

|  |           |                             |
|  | Marcatori | 86’ (rig.) Pfingsten-Reddig |

| Arbitro: | Siewer |

|                                                    |           |  |
| Tunjić 20’ Pfingsten-Reddig 36’ (rig.) Strangl 90’ | Marcatori |  |

| Arbitro: | Giese |

|                                    |           |                                        |
| Bischoff 11’, 90’ (rig.) Manno 88’ | Marcatori | 10’ Brandstetter 53’ Tunjić 83’ Stolze |

| Arbitro: | Thomsen |

|                  |           |              |
| Brandstetter 22’ | Marcatori | 61’ Pflügler |

| Arbitro: | Leicher |

|                 |           |  |
| Poulsen 1’, 87’ | Marcatori |  |

| Arbitro: | Sippel |

|                  |           |                            |
| Brandstetter 88’ | Marcatori | 15’, 39’ Wolze 75’ Onuegbu |

| Arbitro: | Stein |

|                                              |           |  |
| Öztürk 24’ Engelhardt 41’ (rig.), 85’ (rig.) | Marcatori |  |

| Arbitro: | Osmers |

|            |           |                           |
| Heider 83’ | Marcatori | 6’ Öztürk 9’ Brandstetter |

| Arbitro: | Badstübner |

|                        |           |  |
| Möhwald 75’ Öztürk 85’ | Marcatori |  |

| Arbitro: | Mix |

|                         |           |              |
| Grüttner 5’ Schwenk 81’ | Marcatori | 90’ Nietfeld |

| Arbitro: | Dietz |

|                                                     |           |              |
| Laurito 27’ Pfingsten-Reddig 58’ (rig.) Czichos 77’ | Marcatori | 45’ Grimaldi |

| Arbitro: | Steinhaus-Webb |

|                            |           |            |
| Haberer 33’ Voglsammer 70’ | Marcatori | 5’ Czichos |

| Arbitro: | Winkmann |

|            |           |                             |
| Öztürk 39’ | Marcatori | 11’ Schnatterer 79’ Göhlert |

| Arbitro: | Schröder |

|                                         |           |              |
| Smarzoch 48’ Hein 88’ (rig.) Schmid 90’ | Marcatori | 77’ Nietfeld |

| Arbitro: | Osmers |

|           |           |  |
| Wiegel 2’ | Marcatori |  |

| Arbitro: | Mix |

|  |           |                                 |
|  | Marcatori | 28’ Wiegel 75’ Göbel 77’ Tunjić |

| Arbitro: | Heft |

|                                                         |           |  |
| Engelhardt 83’ Nietfeld 86’ Pfingsten-Reddig 89’ (rig.) | Marcatori |  |

| Arbitro: | Wingenbach |

|           |           |  |
| Blacha 1’ | Marcatori |  |

| Arbitro: | Mix |

|  |           |             |
|  | Marcatori | 2’ Hoffmann |

#### Girone di ritorno
| Arbitro: | Kampka |

|  |           |                       |
|  | Marcatori | 3’ Nietfeld 41’ Göbel |

| Arbitro: | Leicher |

|              |           |                                 |
| Nietfeld 35’ | Marcatori | 4’ Calamita 90’ (rig.) Marchese |

| Erfurt 25 gennaio 2014, ore 14:00 CET 22ª giornata | Rot-Weiß Erfurt | 0 – 0 referto | Preußen Münster | Steigerwaldstadion (4 235 spett.)\| Arbitro: \| Sather \| |
| Arbitro:                                           | Sather          |               |                 |                                                           |

| Arbitro: | Bandurski |

|               |           |              |
| Burkhardt 38’ | Marcatori | 44’ Kammlott |

| Arbitro: | Steinhaus-Webb |

|  |           |                             |
|  | Marcatori | 32’ Kaiser 73’ (rig.) Frahn |

| Arbitro: | Petersen |

|                                             |           |                          |
| Aycicek 36’ Tunjić 69’ (aut.) Tsourakis 77’ | Marcatori | 24’ Göbel 90’ Engelhardt |

| Arbitro: | Thomsen |

|             |           |             |
| Mintzel 27’ | Marcatori | 5’ Kammlott |

| Erfurt 28 febbraio 2014, ore 19:00 CET 27ª giornata | Rot-Weiß Erfurt | 0 – 0 referto | Holstein Kiel | Steigerwaldstadion (5 552 spett.)\| Arbitro: \| Steinberg \| |
| Arbitro:                                            | Steinberg       |               |               |                                                              |

| Arbitro: | Valentin |

|                        |           |  |
| Salem 10’ Pinheiro 44’ | Marcatori |  |

| Arbitro: | Weickenmeier |

|                                           |           |                       |
| Strangl 14’ Kammlott 45’, 75’ Möhwald 47’ | Marcatori | 8’ Breier 68’ Schwenk |

| Arbitro: | Leicher |

|          |           |            |
| Nagy 75’ | Marcatori | 48’ Drazan |

| Arbitro: | Storks |

|                         |           |  |
| Kammlott 27’ Drazan 90’ | Marcatori |  |

| Arbitro: | Heft |

|                           |           |                             |
| Schnatterer 58’ Mayer 63’ | Marcatori | 38’ (rig.) Pfingsten-Reddig |

| Arbitro: | Willenborg |

|                                          |           |                                                |
| Pfingsten-Reddig 10’ (rig.) Kammlott 68’ | Marcatori | 31’ (rig.) Neunaber 59’ Muhović 75’ Windmüller |

| Arbitro: | Sippel |

|                                |           |  |
| Fink 21’, 37’ Hofrath 42’, 76’ | Marcatori |  |

| Arbitro: | Gerach |

|                                              |           |            |
| Engelhardt 50’ Brandstetter 51’ Kammlott 83’ | Marcatori | 85’ Thiele |

| Arbitro: | Schriever |

|                           |           |             |
| Costa 30’ Stroh-Engel 85’ | Marcatori | 5’ Kammlott |

| Arbitro: | Siebert |

|              |           |                 |
| Kammlott 20’ | Marcatori | 2’ Christiansen |

| Arbitro: | Badstübner |

|  |           |                             |
|  | Marcatori | 59’ (rig.) Pfingsten-Reddig |

## Statistiche

### Statistiche di squadra
| Competizione | Punti | In casa | In casa | In casa | In casa | In casa | In casa | In trasferta | In trasferta | In trasferta | In trasferta | In trasferta | In trasferta | Totale | Totale | Totale | Totale | Totale | Totale | DR |
| Competizione | Punti | G       | V       | N       | P       | Gf      | Gs      | G            | V            | N            | P            | Gf           | Gs           | G      | V      | N      | P      | Gf     | Gs     | DR |
| ------------ | ----- | ------- | ------- | ------- | ------- | ------- | ------- | ------------ | ------------ | ------------ | ------------ | ------------ | ------------ | ------ | ------ | ------ | ------ | ------ | ------ | -- |
| 3. Liga      | 50    | 19      | 9       | 4       | 6       | 31      | 19      | 19           | 5            | 4            | 10           | 22           | 30           | 38     | 14     | 8      | 16     | 53     | 49     | +4 |
| Totale       | 50    | 19      | 9       | 4       | 6       | 31      | 19      | 19           | 5            | 4            | 10           | 22           | 30           | 38     | 14     | 8      | 16     | 53     | 49     | +4 |

### Andamento in campionato
| Giornata  | 1 | 2 | 3 | 4 | 5 | 6 | 7 | 8 | 9 | 10 | 11 | 12 | 13 | 14 | 15 | 16 | 17 | 18 | 19 | 20 | 21 | 22 | 23 | 24 | 25 | 26 | 27 | 28 | 29 | 30 | 31 | 32 | 33 | 34 | 35 | 36 | 37 | 38 |
| --------- | - | - | - | - | - | - | - | - | - | -- | -- | -- | -- | -- | -- | -- | -- | -- | -- | -- | -- | -- | -- | -- | -- | -- | -- | -- | -- | -- | -- | -- | -- | -- | -- | -- | -- | -- |
| Luogo     | T | C | T | C | T | C | C | T | C | T  | C  | T  | C  | T  | C  | T  | C  | T  | C  |    | T  | C  | T  | C  | T  | T  | C  | T  | C  | T  | C  | T  | C  | T  | C  | T  | C  | T  |
| Risultato | V | V | N | N | P | P | V | V | V | P  | V  | P  | P  | P  | V  | V  | V  | P  | P  |    | V  | N  | N  | P  | P  | N  | N  | P  | V  | N  | V  | P  | P  | P  | V  | P  | N  | V  |
| Posizione | 4 | 2 | 3 | 6 | 7 | 9 | 6 | 4 | 3 | 4  | 3  | 6  | 8  | 9  | 6  | 4  | 3  | 3  | 5  | 5  | 5  | 5  | 5  | 7  | 9  | 9  | 10 | 10 | 9  | 10 | 7  | 8  | 10 | 13 | 11 | 13 | 13 | 10 |

Legenda:

Luogo: C = Casa; T = Trasferta. Risultato: V = Vittoria; N = Pareggio; P = Sconfitta.

### Statistiche dei giocatori
| M. Baumgarten       | 22 | 0 | 0  | 0 |
| S. Bazonzila        | 0  | 0 | 0  | 0 |
| J. Bergmann         | 0  | 0 | 0  | 0 |
| S. Brandstetter     | 20 | 5 | 4  | 0 |
| O. Breustedt        | 3  | 0 | 0  | 0 |
| P. Büchel           | 0  | 0 | 0  | 0 |
| R. Czichos          | 33 | 2 | 2  | 3 |
| O. Derici           | 1  | 0 | 0  | 0 |
| C. Drazan           | 17 | 2 | 4  | 0 |
| M. Engelhardt       | 36 | 5 | 11 | 0 |
| M. Fillinger        | 9  | 0 | 0  | 0 |
| P. Göbel            | 29 | 3 | 1  | 0 |
| T. Ilgner           | 0  | 0 | 0  | 0 |
| A. Kadrić           | 0  | 0 | 0  | 0 |
| C. Kammlott         | 15 | 9 | 3  | 0 |
| S. Kleineheismann   | 36 | 0 | 12 | 0 |
| P. Klewin           | 37 | 0 | 1  | 0 |
| J. Kornetzky        | 1  | 0 | 0  | 0 |
| N. Kreuzer          | 18 | 0 | 4  | 0 |
| A. Laurito          | 24 | 1 | 7  | 0 |
| S. Mustapha         | 1  | 0 | 0  | 1 |
| J. Möckel           | 5  | 0 | 1  | 1 |
| K. Möhwald          | 28 | 2 | 9  | 1 |
| M. Nielsen          | 3  | 0 | 0  | 0 |
| J. Nietfeld         | 26 | 5 | 0  | 0 |
| L. Odak             | 32 | 0 | 10 | 1 |
| H. Oeftger          | 0  | 0 | 0  | 0 |
| L. Packheiser       | 1  | 0 | 0  | 0 |
| N. Pfingsten-Reddig | 29 | 7 | 3  | 0 |
| M. Phạm             | 0  | 0 | 0  | 0 |
| T. Schwarz          | 0  | 0 | 0  | 0 |
| P. Serrek           | 1  | 0 | 0  | 0 |
| E. Stelzer          | 0  | 0 | 0  | 0 |
| S. Stolze           | 13 | 1 | 1  | 0 |
| M. Strangl          | 21 | 2 | 4  | 0 |
| M. Tunjić           | 24 | 3 | 3  | 1 |
| A. Wiegel           | 22 | 2 | 5  | 1 |
| A. Öztürk           | 19 | 4 | 3  | 1 |